# Ulysses (chanson)
Ulysses est un single du groupe écossais de rock Franz Ferdinand. C'est la première chanson de leur troisième album, Tonight: Franz Ferdinand.